# 음력 7월 12일
음력 7월 12일은 음력 7월의 12번째 날이다.

## 사건
- 1866년 - 제너럴 셔먼 호 사건 발생.
- 1904년 - 제1차 한일 협약 체결.

## 관련 링크
- 음력 360일: 1월 2월 3월 4월 5월 6월 7월 8월 9월 10월 11월 12월
- 전날:7월 11일 다음날:7월 13일 - 전달:6월 12일 다음달:8월 12일
- 양력:7월 12일
- 음력, 윤달